# Hypsipyla
Hypsipyla es un género de pirálidos. Fue descrito por Émile Louis Ragonot en 1888. Algunas especies son consideradas plagas.

## Especies
- Hypsipyla albipartalis (Hampson, 1910)
- Hypsipyla debilis Caradja & Meyrick, 1933
- Hypsipyla dorsimacula (Schaus, 1913)
- Hypsipyla elachistalis Hampson, 1903
- Hypsipyla ereboneura Meyrick, 1939
- Hypsipyla ferrealis (Hampson, 1929)
- Hypsipyla fluviatella Schaus, 1913
- Hypsipyla grandella (Zeller, 1848)
- Hypsipyla robusta (Moore, 1886)
- Hypsipyla rotundipex Hampson, 1903
- Hypsipyla swezeyi Tams, 1935